# V. Arkhidamosz spártai király
V. Arkhidamosz (görög betűkkel: Ἀρχίδαμος Ε' ), (? – Kr. e. 227) spártai király volt. Uralkodása Kr. e. 228-227 között zajlott.
Miután bátyját meggyilkolták Messzénébe menekült. Nagy valószínűséggel III. Kleoménész hívására tért vissza Spártába. Kleomenészt, akinek apja végeztette ki IV. Agiszt, eléggé bizalmatlanul fogadta, ezért akarta Kleomenész a mártír király öccsét mint királytársat.
Ám Arkhidamosz Kr. e. 227-ben gyilkosság áldozatává vált. Habár ez valószínűleg a reformellenesek egy csoportjának a bűne volt, a gyilkossággal Kleomenészt vádolták.
| Előző uralkodó: III. Eudamidasz | Spárta eurüpóntida királya Kr. e. 228 – Kr. e. 227 | Következő uralkodó: Eukleidasz |